# 2089 Cetacea
2089 Cetacea è un asteroide della fascia principale. Scoperto nel 1977, presenta un'orbita caratterizzata da un semiasse maggiore pari a 2,5333413 UA e da un'eccentricità di 0,1562358, inclinata di 15,39565° rispetto all'eclittica.
L'asteroide è intitolato all'omonimo ordine di mammiferi.